# Heliox
Heliox é um gás respirável composto de uma mistura de hélio (He) e oxigênio (O2) utilizado no tratamento médico de pacientes com dificuldades respiratórias. A mistura gera uma resistência ao ar menor que o ar atmosférico quando passando através das vias respiratórias dos pulmões, exigindo assim menos esforço do paciente para respirar. O heliox tem sido usado na medicina desde a década de 1930, e embora a comunidade médica tenha inicialmente o adotado para aliviar os sintomas da obstrução das vias aéreas superiores, seu uso foi expandido principalmente por causa da baixa densidade do gás. O heliox também é utilizado no mergulho saturado e algumas vezes durante a fase profunda de mergulho técnico.